# Северо-западный отоми
Северо-западный отоми — язык, на котором говорят в штатах Идальго, Керетаро и Мехико Центральной Мексики.

## Диалекты
- Керетарский диалект (Hñohño, Ñañhų, Hñąñho, Ñǫthǫ, Northwestern Otomi, Otomí de Querétaro, Querétaro Otomi, Western Otomi) распространён в муниципалитете Толиман; Акамбай; в городах Сан-Ильдефонсо Сантьяго-Мескититлан муниципалитета Амеалько штата Керетаро. Есть небольшое количество в штате Гуанахуато. Керетарский диалект лексически на 78 % похож на мескитальский диалект. Письмо на латинской основе.
- Мескитальский диалект (Hñahñu, Mezquital Otomi, Otomí del Valle del Mezquital) распространён в долине Мескиталь штата Идальго. Также есть много работающих иностранцев в США, в штатах Техас (270), Оклахома (230) и Северная Каролина (100). Были опубликованы грамматика языка и словарь. Письмо на латинской основе.

## Письменность
- Алфавит керетарского диалекта: A̱ a̱, A a, B b, D d, Dh dh, E̱ e̱, E e, F f, G g, H h, I i, J j, K k, L l, M m, N n, Ñ ñ, O̱ o̱, Ö ö, O o, P p, R r, S s, T t, Th th, Ts ts, Tx tx, U̱ u̱, U u, W w, X x, Y y, Z z, '[1].
- Алфавит мескетальского диалекта из издания 1946 года: a, a͔, b, ch, d, e, e͔, ɛ, f, g, h, i, i͔, ', j, k, l, m, n, ny, o, ɵ, p, r, s, š, t, th, ts, u, u͔, ʉ, w, y, z[2].